# Dyplomata (film)
Dyplomata (ang. False Witness) – brytyjsko-australijski film kryminalny z gatunku thriller z 2009 roku w reżyserii Petera Andrikidisa. Wyprodukowana przez wytwórnię Screen Australia, Power, The New South Wales Film and Television Office, Screentime Pty. Ltd. i UKTV.
Premiera filmu odbyła się w dwóch częściach 11 i 12 stycznia 2009 na brytyjskich kanałach UK TV i BBC HD w Wielkiej Brytanii. Zdjęcia do filmu zrealizowano w Sydney w Australii, Londynie w Anglii w Wielkiej Brytanii oraz w Tadżykistanie.

## Opis fabuły
Brytyjski dyplomata Ian Porter (Dougray Scott) w rzeczywistości jest tajnym agentem MI-6. Rozpracowuje gangi z Europy Wschodniej. Zostaje aresztowany przez Scotland Yard. Nie może jednak zdradzić swojej tożsamości. Ucieka, aby kontynuować misję. Tymczasem jego byłej żonie grozi niebezpieczeństwo.

## Obsada
Źródło: Filmweb
- Claire Forlani jako Pippa Porter
- Dougray Scott jako Porter
- Richard Roxburgh jako Van Koors
- Rachael Blake jako Hales
- Shane Briant jako Beale
- Igor Smiljevic jako Igor
- Costa Ronin jako Władimir
- Alin Sumarwata jako Yasmin
- Jeremy Lindsay Taylor jako Mark Wilson
- Don Hany jako Siergiej Krousow

## Nagrody i nominacje
Źródło: Filmweb
| Rok  | Miejsce      | Nagroda    | Kategoria                                                                 | Odbiorcy i nominowani                        | Wynik     |
| ---- | ------------ | ---------- | ------------------------------------------------------------------------- | -------------------------------------------- | --------- |
| 2009 | AACTA Awards | AFI Awards | Najlepszy miniserial, film telewizyjny lub serial o krótkim czasie emisji | Greg Haddrick i Peter Andrikidis             | Wygrana   |
| 2009 | AACTA Awards | AFI Awards | Najlepsza aktorka w dramacie telewizyjnym                                 | Rachael Blake                                | Nominacja |
| 2009 | AACTA Awards | AFI Awards | Najlepszy aktor w dramacie telewizyjnym                                   | Dougray Scott                                | Nominacja |
| 2009 | AACTA Awards | AFI Awards | Najlepszy gościnny lub drugoplanowy występ w dramacie telewizyjnym        | aktor Jeremy Lindsay Taylor za odcinek drugi | Nominacja |
| 2009 | AACTA Awards | AFI Awards | Najlepszy gościnny lub drugoplanowy występ w dramacie telewizyjnym        | aktor Richard Roxburgh za odcinek drugi      | Nominacja |
| 2009 | AACTA Awards | AFI Awards | Najlepszy gościnny lub drugoplanowy występ w dramacie telewizyjnym        | aktorka Claire Forlani za odcinek pierwszy   | Nominacja |
| 2009 | AACTA Awards | AFI Awards | Najlepszy reżyser telewizyjny                                             | Peter Andrikidis za odcinek pierwszy         | Nominacja |